# Martina Schmidt-Tanger
Martina Schmidt-Tanger (* 1959) ist eine deutsche Psychologin, Lehrtrainerin und Sachbuchautorin.

## Leben
Schmidt-Tanger studierte Biologie, Pädagogik, Medizin und Psychologie in Bochum und schloss in Psychologie ab. Danach absolvierte sie systemische/familientherapeutische Ausbildungen, Ausbildungen im Neuro-Linguistischen Programmieren bei Richard Bandler, John Grinder, Robert Dilts. Sie bildete sich fort in Verhaltenstherapie, Gestalttherapie und  Körpertherapien und Managementtechniken.

## Veröffentlichungen (Auswahl)
- Charisma-Coaching – Von der Ausstrahlungskraft zu Anziehungskraft Mit CD. Junfermann Verlag, Paderborn, 2009. ISBN 978-3-87387-732-0
- Change-Talk. Coaching-Können bis zur Meisterschaft (Mit Thies Stahl). Junfermann Verlag, Paderborn, 2. Auflage 2007. ISBN 978-3-87387-284-4.
- Gekonnt Coachen – Präzision und Provocation im Coaching. Junfermann Verlag, Paderborn, 2. Auflage 2004. ISBN 978-3-87387-588-3.
- Veränderungscoaching – Kompetent Verändern. Junfermann Verlag, Paderborn, 3. Auflage 2005. ISBN 978-3-87387-398-8.
- MILTON! – Sprachliche Brillanz für professionelle Kommunikatoren. Junfermann Verlag, Paderborn, 2. Auflage 2008. ISBN 978-3-87387-589-0.